# Convention du Gothard
La convention du Gothard est un traité économique signé le 13 octobre 1909 entre la Suisse d'une part et l'Allemagne et l'Italie d'autre part sur l'exploitation du tunnel ferroviaire du Saint-Gothard.

## Historique
Lorsque différentes possibilités de traversée des Alpes par un tunnel ferroviaire sont étudiées dans la seconde moitié du XIXe siècle, les Italiens et les Allemands, emmenés par le chancelier Bismarck, font connaître leur préférence pour un percement sous le Saint-Gothard et matérialisent leur préférence par une participation financière, formalisée lors de la signature le 28 octobre 1871 du « Traité du Gothard » ; ce traité fixe d'un côté la participation italienne à 45 millions de francs et allemande à 20 millions sur les 187 millions prévus et prévoit, du côté suisse une garantie perpétuelle d'exploitation de la ligne du Saint-Gothard. À la suite de la signature de cet accord la « Compagnie de chemin de fer du Saint-Gothard » est fondée le 6 décembre 1871. Les travaux commencent moins d'une année plus tard, sous la direction de l'ingénieur Louis Favre.
En parallèle, l'institution d'une loi fédérale sur les chemins de fer en 1872 donne à la Confédération suisse un pouvoir décisionnel dans le domaine du transport ferroviaire, jusqu'alors réservé aux cantons. Ce pouvoir sera progressivement étendu, particulièrement après les problèmes économiques des années 1870 : en 1897, la loi dite « de rachat » qui prévoit le rachat des principales lignes privées par la Confédération est acceptée par l'Assemblée fédérale ; soumise en votation populaire, elle est acceptée le 20 février 1898 par 67,9 % des votants.
La ligne du Gothard fait partie de ces lignes qui doivent être reprises par la Confédération qui annonce, dès 1904 la nationalisation de celle-ci pour le 1er mai 1909. Mis devant le fait accomplis, les gouvernements allemands et italiens s'étaient opposés à cette annonce en signifiant que ce droit de rachat dépendait de leur accord.
Les négociations entre les trois pays, menées entre 24 mars et le 20 avril 1909, aboutissent à la convention du Gothard qui prévoit, contre l'abandon de l'Allemagne et de l'Italie à leur participation au capital ainsi qu'aux bénéfices d'exploitation, des avantages tarifaires sur l'ensemble du réseau ferroviaire suisse servant au trafic de transit. Le Conseil fédéral recommande, le 9 novembre 1909, à l'assemblée fédérale de ratifier cet accord, ce qui est chose faite en avril 1913.

## Réactions
Ce traité considéré en particulier en Suisse romande comme une limitation de la souveraineté nationale, entraîne un vaste mouvement de protestations devant ce que certains politiciens considèrent comme une mainmise de l'Allemagne sur la Suisse : une pétition, comprenant plus de 100 000 signatures est adressée à la Chancellerie fédérale pour demander l'annulation de ce traité. 
Ces réactions vont déboucher, dans le canton de Vaud, sur le lancement d'une initiative populaire « Référendum facultatif en matière de traités internationaux » qui demande que les traités internationaux ayant une durée de 15 ans ou plus soient, tout comme les lois édictées par le parlement, sujets au référendum facultatif. Cette initiative, retardée en raison de la Première Guerre mondiale, sera approuvée par le peuple le 30 janvier 1921.